# Psammopsyllus cornifer
Psammopsyllus cornifer är en kräftdjursart som först beskrevs av Claude Chappuis 1952.  Psammopsyllus cornifer ingår i släktet Psammopsyllus och familjen Cylindropsyllidae. Inga underarter finns listade i Catalogue of Life.